# Bakterie zielone
Bakterie zielone – grupa fototroficznych bakterii anoksygenowych. Nazwa tej grupy pochodzi od nadających im zielony kolor bakteriochlorofili znajdujących się w chlorosomach, który podobnie jak bakterie purpurowe wykorzystują do procesu fotosyntezy. Zielone bakterie siarkowe nie posiadają karboksylazy rybulozobisfosforanowej (enzym cyklu rybulozobisfosforanowego). Należące tu Chlorobiaceae i Chloroflexaceae nie są spokrewnione filogenetycznie co stwierdzono na podstawie składu 16S-RNA.